# Walter Leistikow

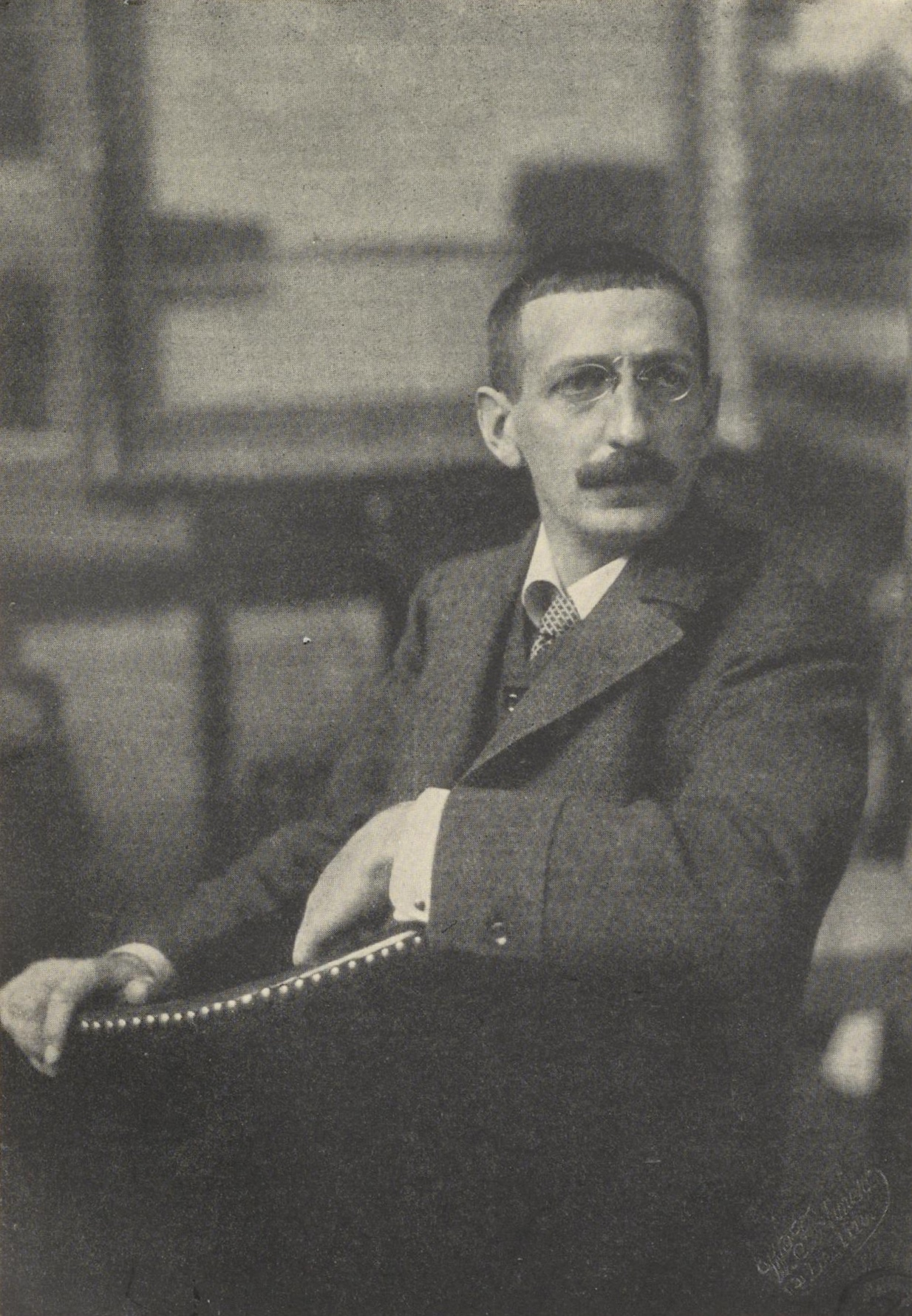
Walter Leistikow, späte Fotografie

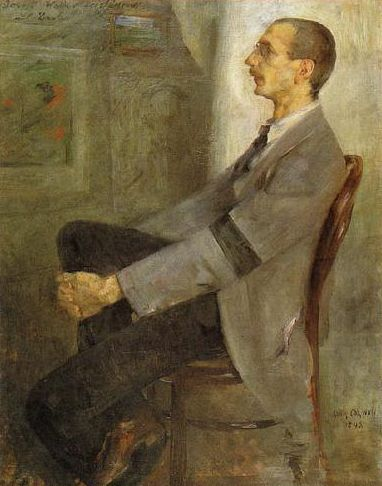
Porträt Leistikows von Lovis Corinth, 1893, Stiftung Stadtmuseum Berlin

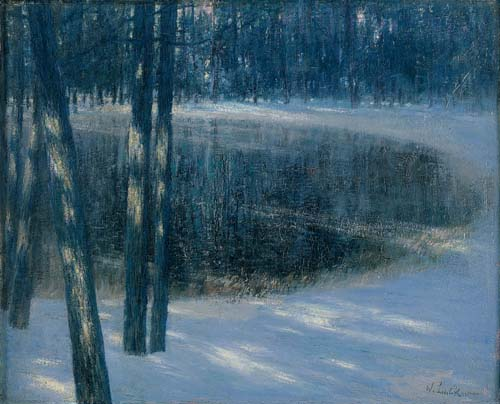
Waldsee im Winter (1892)

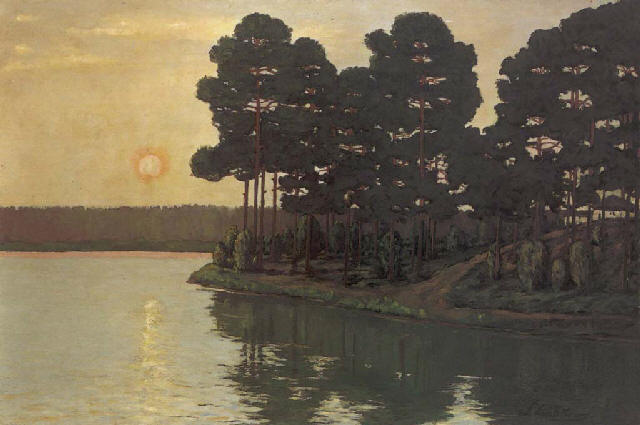
Märkischer See bei Sonnenuntergang (1895)

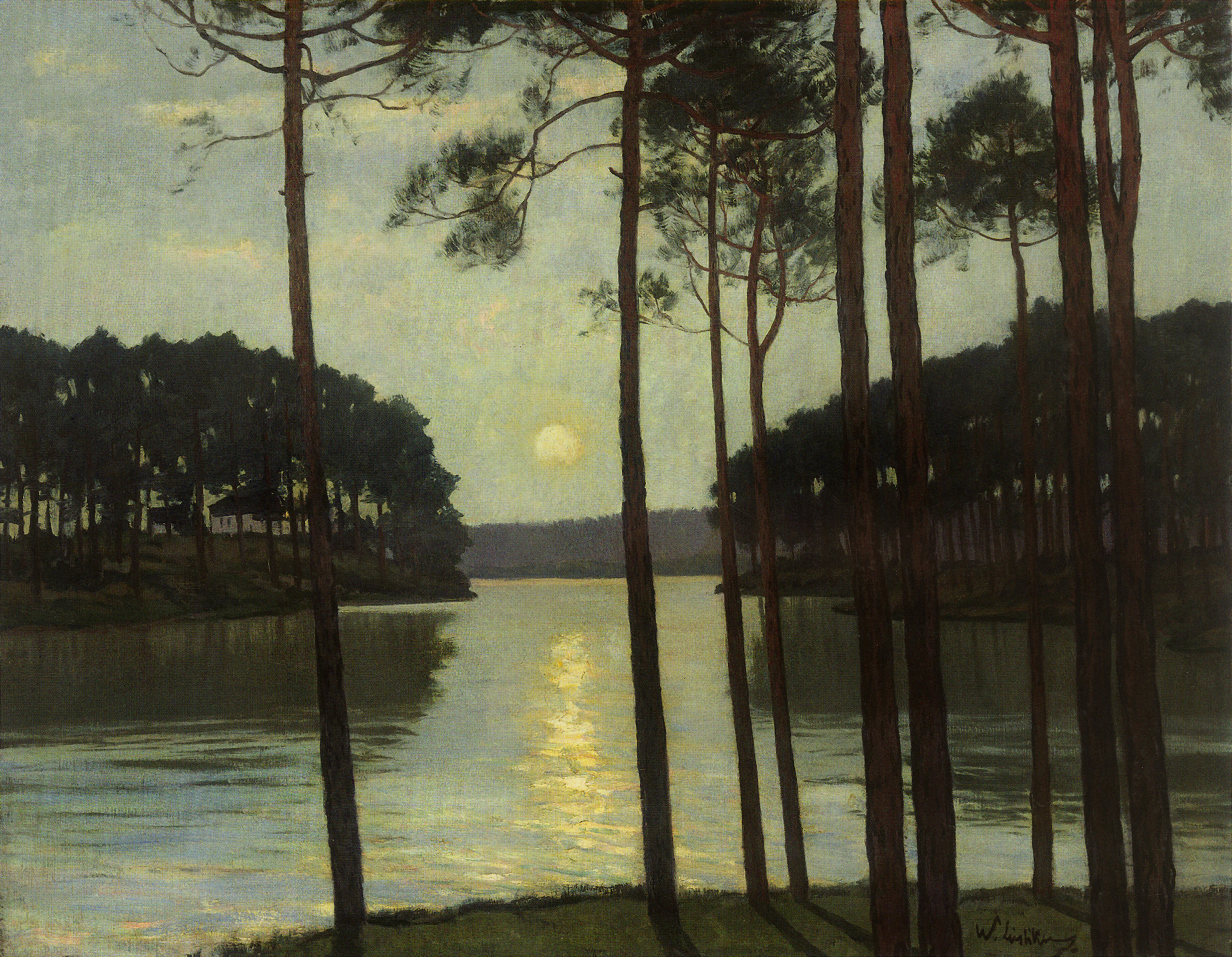
Abendstimmung am Schlachtensee (1895)

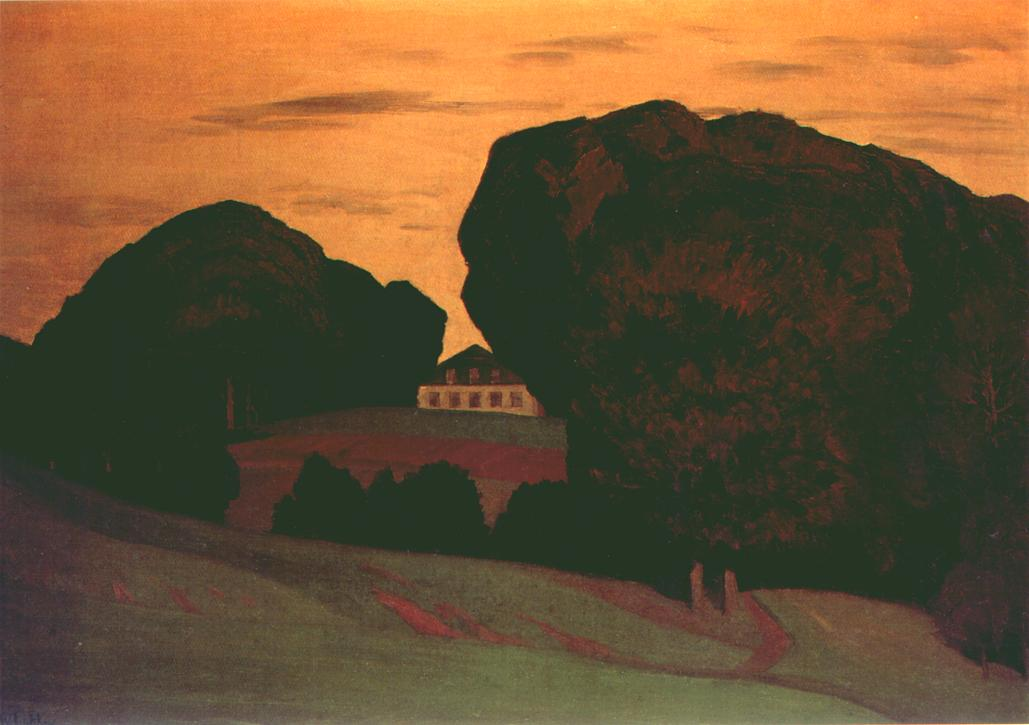
Haus in Dänemark (1898)

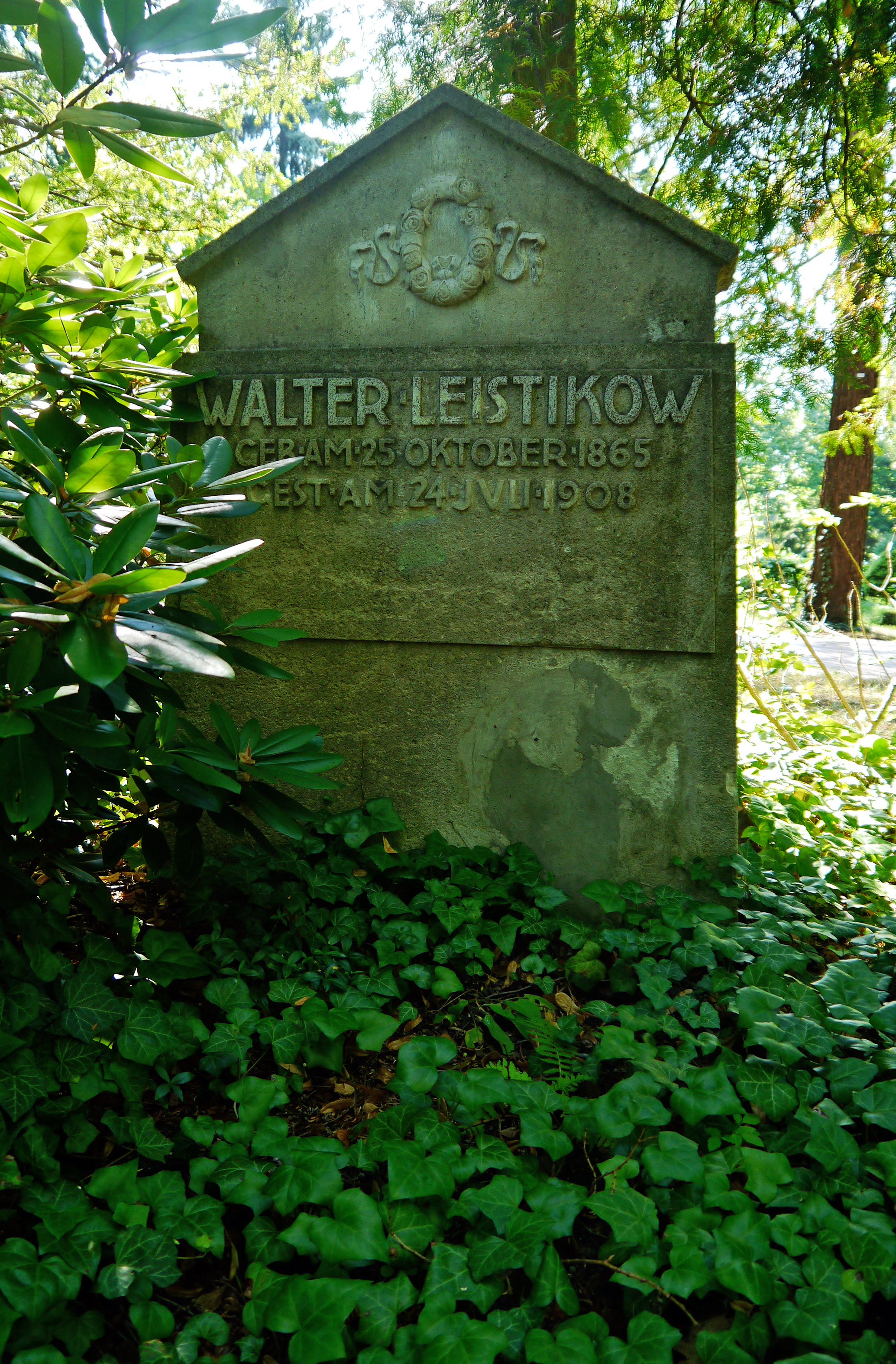
Grabstätte Walter Leistikow, Friedhof Bergstraße, Berlin-Steglitz

Walter Rudolf Leistikow (* 25. Oktober 1865 in Bromberg; † 24. Juli 1908 in Zehlendorf) war ein deutscher Maler und Grafiker des deutschen Impressionismus.

## Leben
Walter Leistikow wurde in Bromberg (dem heutigen Bydgoszcz in Polen) als zweites von neun Kindern des Apothekers Karl Leistikow (1820–1893) und seiner Ehefrau Bertha Cäcilie Leistikow geb. Hoyer (1837–1912) geboren. Sein Geburtshaus stand in der (heute nicht mehr existenten) belebten Danziger Straße, an der Ecke zur Elisabethstraße, am Rande des Stadtzentrums. Dort befand sich auch die elterliche Magenbitter-Fabrik Kujawiak, die der Familie über Jahrzehnte ein beträchtliches Zusatzeinkommen lieferte.
Mit 17 Jahren zog er im März 1883 nach Berlin, um Künstler zu werden. Nach einem halben Jahr wurde er von der Königlichen Akademie der Künste unter Anton von Werner wegen Talentlosigkeit entlassen. Daraufhin nahm er Privatunterricht bei den Landschaftsmalern Hermann Eschke (bis 1885) und Hans Gude (bis 1887). Von 1890 bis 1897 wohnte und arbeitete er im Atelierhaus Lützowstraße 82.
Leistikow beteiligte sich erstmals 1886 am Berliner Salon. Er gehörte 1892 zu den Gründungsmitgliedern der oppositionellen Künstlergruppe Die XI. Um 1893 stand er zeitweise dem Symbolismus nahe, dessen Farbgebung und Linienführung für ihn maßgebend blieben. Die angebliche Rückweisung des Gemäldes Grunewaldsee von der Jury der Großen Berliner Kunstausstellung als Gründungsanlass der Berliner Secession ist eine Legende.

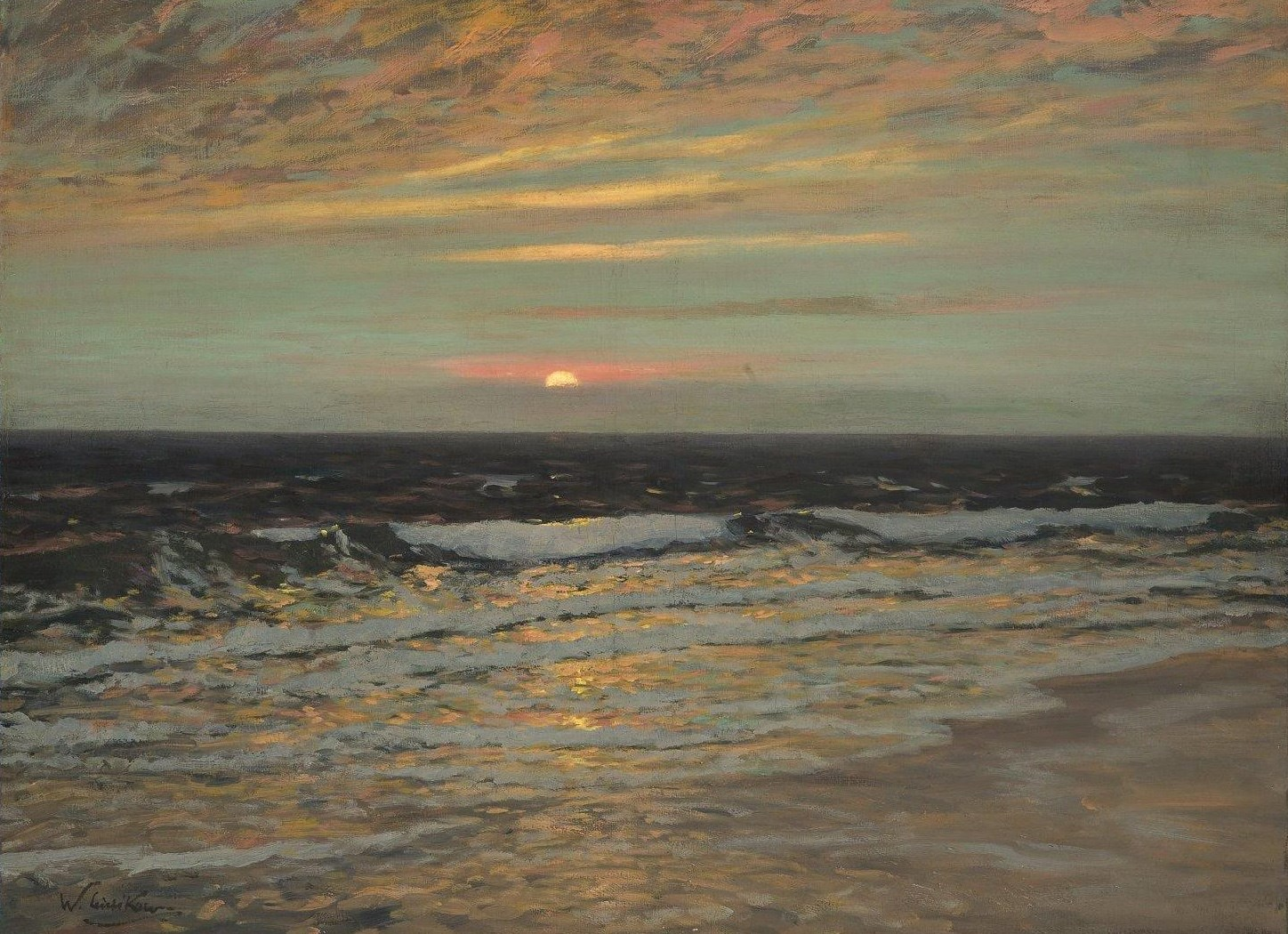
Sonnenuntergang an der Küste (1906)

Leistikow wirkte entsprechend der Kunstauffassung seiner Zeit auch als Kunsthandwerker und entwarf Möbel, Stoffe, Teppiche und Tapeten. Um 1902 war er für die Kölner Schokoladenfabrik Gebr. Stollwerck mit Entwürfen für Stollwerck-Sammelbilder tätig und entwarf u. a. die Serie „Deutsche Landschaften“ für das Sammelalbum No. 5. Zudem versuchte er sich als Schriftsteller. 1893 veröffentlichte er in der Freien Bühne die Novelle Seine Cousine, 1896 erschien sein Roman Auf der Schwelle, der aber nicht erfolgreich war.
Neben Eugen Bracht gehört er zu jenen Malern, welche sich intensiv mit der Freilichtmalerei beschäftigten. Leistikow gehörte zu den Mitgliedern des Friedrichshagener Kreises und verbrachte zahlreiche Sommer dort vor den Toren Berlins. er war befreundet u. a. mit Gerhart Hauptmann, Lovis Corinth, Max Liebermann und Theodor Wolff.
Zu den kunstpolitischen Leistungen Leistikows gehört die Gründung des Deutschen Künstlerbundes zusammen mit Harry Graf Kessler 1903 in Weimar.
Leistikow war ab Dezember 1894 mit der aus Kopenhagen stammenden Kaufmannstochter Anna Catharina Mohr (1863–1950) verheiratet und hatte zwei Kinder, Gerda (1896–) und Gunnar (1903–1980). Sein Neffe Hans Leistikow (1892–1962) wurde als Gestalter und Grafiker bekannt.
Walter Leistikow erschoss sich am 24. Juli 1908 während eines Aufenthalts im Kurhaus Hubertus in Berlin-Schlachtensee. Er war langjährig an Syphilis erkrankt. Nach einer großen Trauerfeier im Berliner Secessionsgebäude wurde er am 29. Juli 1908 auf dem Friedhof Steglitz beigesetzt. Sein Grab ist ein Ehrengrab des Landes Berlin. Der Grabstein – ein Werk Franz Seecks von 1909 – wurde zum 100. Todestag erneuert. Die Grabstätte befindet sich in der Abt. Ih - Erbbegräbnis 251.

## Ehrungen
- Seit 1920 trägt der Walter-Leistikow-Weg in Berlin-Mahlsdorf seinen Namen.[8]
- 1909 wurde die Leistikowstraße in Berlin-Westend[9] und 1945 die in Potsdam nach Walter Leistikow benannt.[10]
- 1972 erschien eine Briefmarke mit einem Motiv Leistikows (Am Schlachtensee).

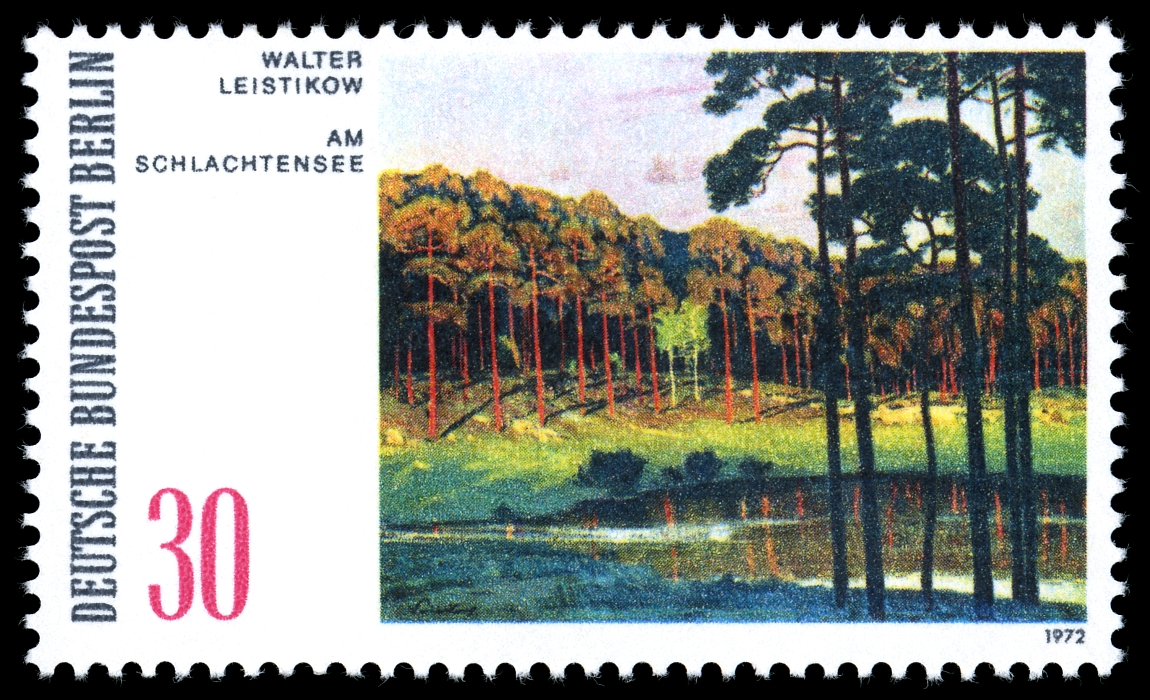
Deutsche Briefmarke von 1972 mit Motiv Am Schlachtensee

- Von 1954 bis zu ihrer Schließung 2008 war die Leistikow-Oberschule, einzige Hauptschule in Berlin-Zehlendorf, nach ihm benannt.[11]
- Südöstlich der Stadt Erkner gibt es einen Leistikow-Wanderweg durch das Naturschutzgebiet Löcknitztal. Walter Leistikow hielt sich mehrmals in Erkner bei seinem Freund Gerhart Hauptmann auf und malte in der Natur.[12]

## Werke (Auswahl)
- Dünenlandschaft auf Rügen, 1886.
- Wäscherinnen am Seeufer, 1886.
- Märkische Landschaft mit Wasser, 1886.
- Ziegeleien in Eckernförde, 1887.
- Pommerscher Strandsee, 1887.
- Stranddorf in Pommern mit untergehender Sonne, 1888.
- Breege auf Rügen, 1888.
- Am Jasmunder Bodden auf Rügen, 1888.
- Helgoland, 1889.
- Ziegeleien am Wasser, 1889.
- Dämmerung in Ostfriesland (Nordfriesland, Pellworm), 1890.
- Vor dem Dorfkirchhof, 1890.
- Haus hinter Bäumen im Garten, um 1885/1890.
- Lovis Corinth, 1893.
- Birken im Wald, 1894.
- Einsamer Waldteich, um 1894.
- Gutshof und Gutstor in Kleinmachnow, 1894.
- Stichkanal mit Booten, 1895.
- Die alten Lotsenboote, 1895.
- Abendstimmung am Schlachtensee, um 1895.
- Der Grunewaldsee am Morgen, um 1895.
- Grunewaldsee, 1895.
- Märkische Seenlandschaft, um 1896.
- Norwegisches Hochgebirge, 1897.
- Märkische Abendlandschaft, 1897.
- Bäume, um 1897.
- Lofotenlandschaft, 1897/1898.
- Haus in Dänemark, 1898.
- Die blaue Brücke am Dianasee, 1898.
- Aus der Mark, 1898.
- Wald, 1898.
- Kraniche an einer Küstenlandschaft, 1898.
- Villa im Grunewald, 1899.
- Wisby, 1899.
- Hafen, 1900.
- Abendlicht, um 1900.
- Blick auf die Havel, um 1900.
- Am Grunewaldsee, um 1900.[13]
- Ruinen von Visby, um 1900.
- Dünen auf Juist, 1900.
- Hohe Kiefern am Grunewaldsee, 1901.
- Mondnacht an der Nordsee, 1901.
- Norwegisches Gebirge, 1902.
- Thüringen, um 1902.
- Fischerhütte in den Dünen, 1902.
- Grunewaldsee, 1902.
- Wolkenschatten, 1902.
- Kornfelder, um 1903.
- Havelkähne in Mondbeleuchtung, 1903.
- Liebesinsel im Grunewald, um 190?
- Villa am Märkischen See, 1906.
- Liebesinsel - Lindwerder, Blick auf das Havelufer, 1906.
- Sonnenuntergang an der Küste, 1906.
- Berliner Seenlandschaft, o. J.
- Märkischer See im Abendlicht, o. J.
- Abendliche Havellandschaft bei aufgehendem Vollmond, o. J.
- Flusslandschaft, o. J.
- Märkischer See, o. J.
- Ziehende Schwäne bei untergehender Sonne, o. J.
- Fischerboote im Hafen, o. J.
- Grunewaldsee mit Bucht, o. J.
- Haus hinter blühenden Kastanienbäumen, o. J.
- Segelboote, o. J.
- Dünen an der Ostsee, o. J.
- Wald (Walddickicht), o. J.

## Schriften
- Walter Selber (Pseudonym): Die Affäre Munch. In: Freie Bühne, 3. Jg., 1892, S. 1296–1300.
- Moderne Kunst in Paris. In: Freie Bühne, 4 Jg., 1893, S. 800–804.
- Seine Cousine (Novelle). In: Freie Bühne, 4. Jg., 1893.
- Auf der Schwelle. Roman. Schuster & Loeffler, Berlin 1896. Digitalisierung: Zentral- und Landesbibliothek Berlin, 2020. urn:nbn:de:kobv:109-1-15418745; Reprint AVI Arzneimittel Verlags-GmbH, Berlin 2008.
- Moderne Tapeten. In: Kunstgewerbeblatt, N. F., 13. Jg., Heft 5, 1902, S. 85–92.
- Otto Eckmann. In: Kunstgewerbeblatt, N. F., 13. Jg., Heft 10, 1902, S. 194–197.
- Über den deutschen Künstlerbund und die Tage in Weimar. In: Die Kunst für Alle. Malerei, Plastik, Graphik, Architektur, 19. Jg., 1903/04, Heft 9, S. 201–205.
- Über das Erlernen der Malerei. In: Die Kunst für Alle. Malerei, Plastik, Graphik, Architektur, 23. Jg., Heft 15, 1908, S. 351–354.